# Eucharis (Amaryllidaceae)
Eucharis là một chi thực vật có hoa trong họ Amaryllidaceae.

## Hình ảnh

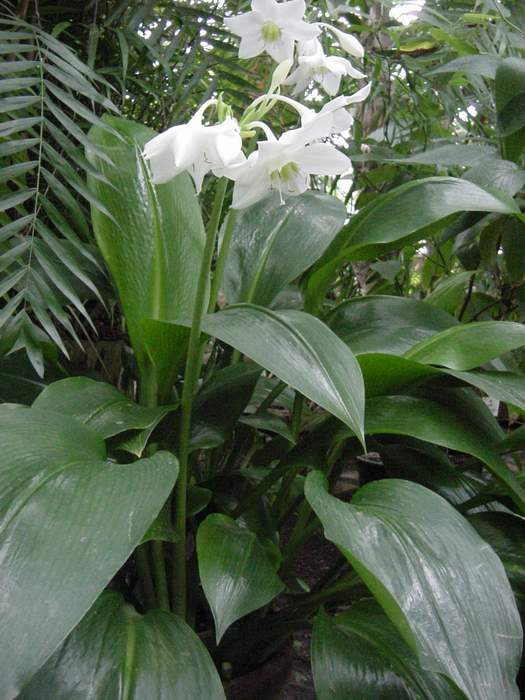
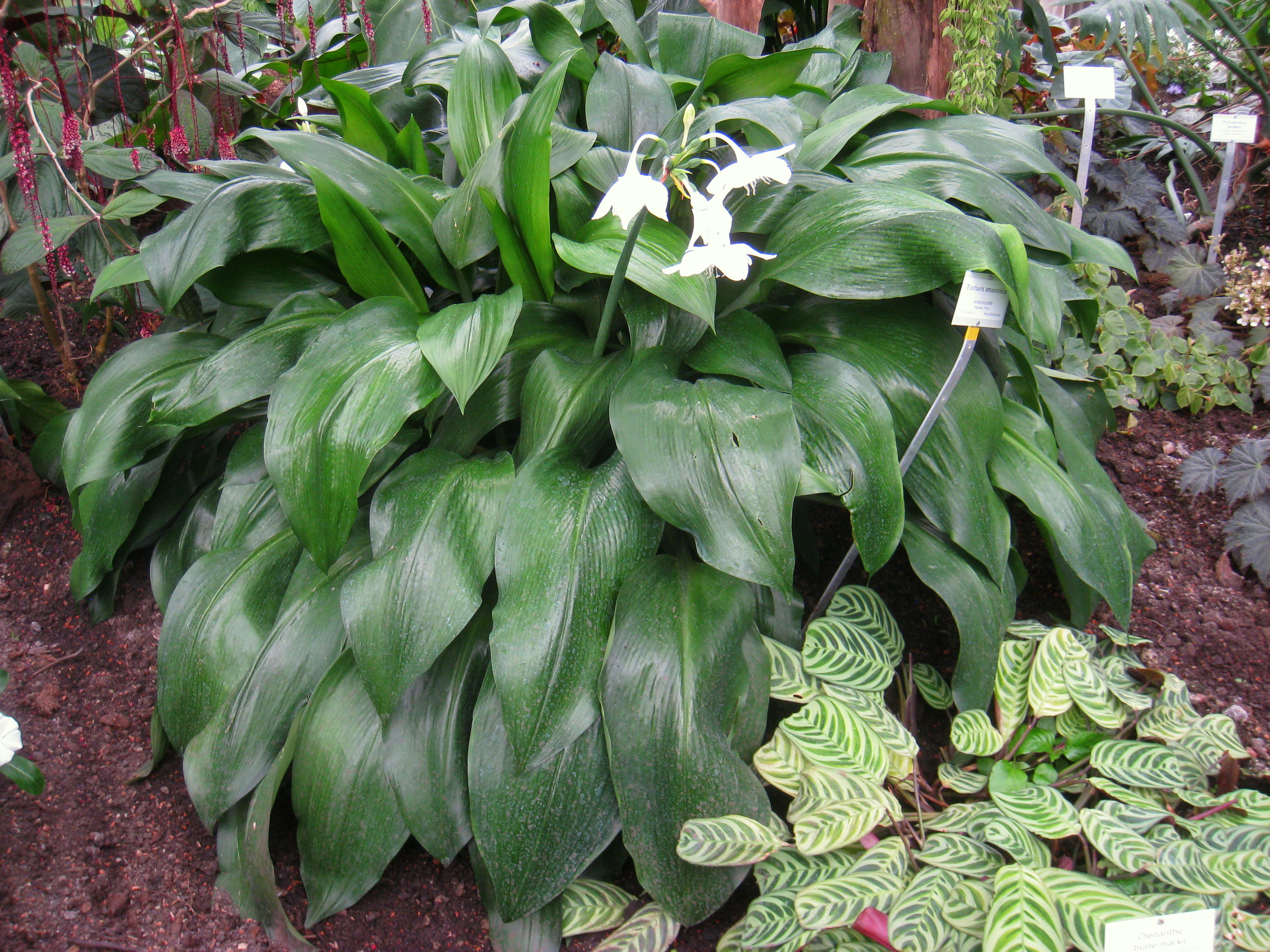

## Danh sách loài
- Eucharis amazonica
- Eucharis bakeriana
- Eucharis bouchei
- Eucharis candida
- Eucharis lowii
- Eucharis mastersii
- Eucharis sanderi
- Eucharis subedentata
- Eucharis astrophiala
- Eucharis bonplandii
- Eucharis bouchei
- Eucharis castelnaeana
- Eucharis caucana
- Eucharis corynandra
- Eucharis cyaneosperma
- Eucharis formosa
- Eucharis grandiflora
- Eucharis lehmanii
- Eucharis moorei
- Eucharis oxyandra
- Eucharis plicata
- Eucharis sanderi
- Eucharis ulei